# Francisco Soria Aedo
Francisco Soria Aedo (Granada, 1898 - Madrid, 1965) fue un pintor figurativo español que se inició en el arte en Granada de la mano de su maestro López Mezquita. Obtuvo importantes premios, como la segunda medalla en la Exposición Nacional de 1924 por su obra Tipos árabes y la primera en la Exposición Internacional de Barcelona de 1929 por un óleo titulado Nochebuena en la aldea. Fue catedrático de colorido en la Escuela Superior de Bellas Artes de San Fernando de Madrid entre 1947 y 1965.
Su obra que está representada en el Museo de Bellas Artes de Sevilla y el Museo de Bellas Artes de Granada,  presta especial atención a la representación de tipos populares andaluces, castellanos o marroquíes, siendo característica la gran riqueza cromática y los efectos de luz plenamente conseguidos.
"Composición es mi mejor cuadro", declaró el pintor. Se refería a una obra que presentó a la Exposición Nacional de Bellas Artes de 1934 y a la que tuvo que cambiar el título para mitigar el escándalo que había suscitado (inicialmente se llamaba Turba sin Dios). Representaba una escena que él mismo había presenciado frente a una iglesia de Madrid: un grupo de personas destruyendo una imagen de Cristo crucificado y otros objetos litúrgicos (para los que tomó como modelo los que le ofreció su patrocinador Íñigo de Arteaga, XVIII duque del Infantado). Con ayuda de López Mezquita y Pedro Antonio Martínez Expósito consiguió sacar el lienzo de España en 1936 (no así el propio Francisco Soria, que fue apresado en una checa, de la que fue liberado, pasando el resto de la Guerra Civil en Valencia protegido por amigos artistas). El cuadro pasó de Nueva York a distintos lugares de América del Sur hasta permanecer varios años en Brasil (Museo de Arte Moderno de Sao Paulo), de donde fue recuperado por la familia del artista en 1972.

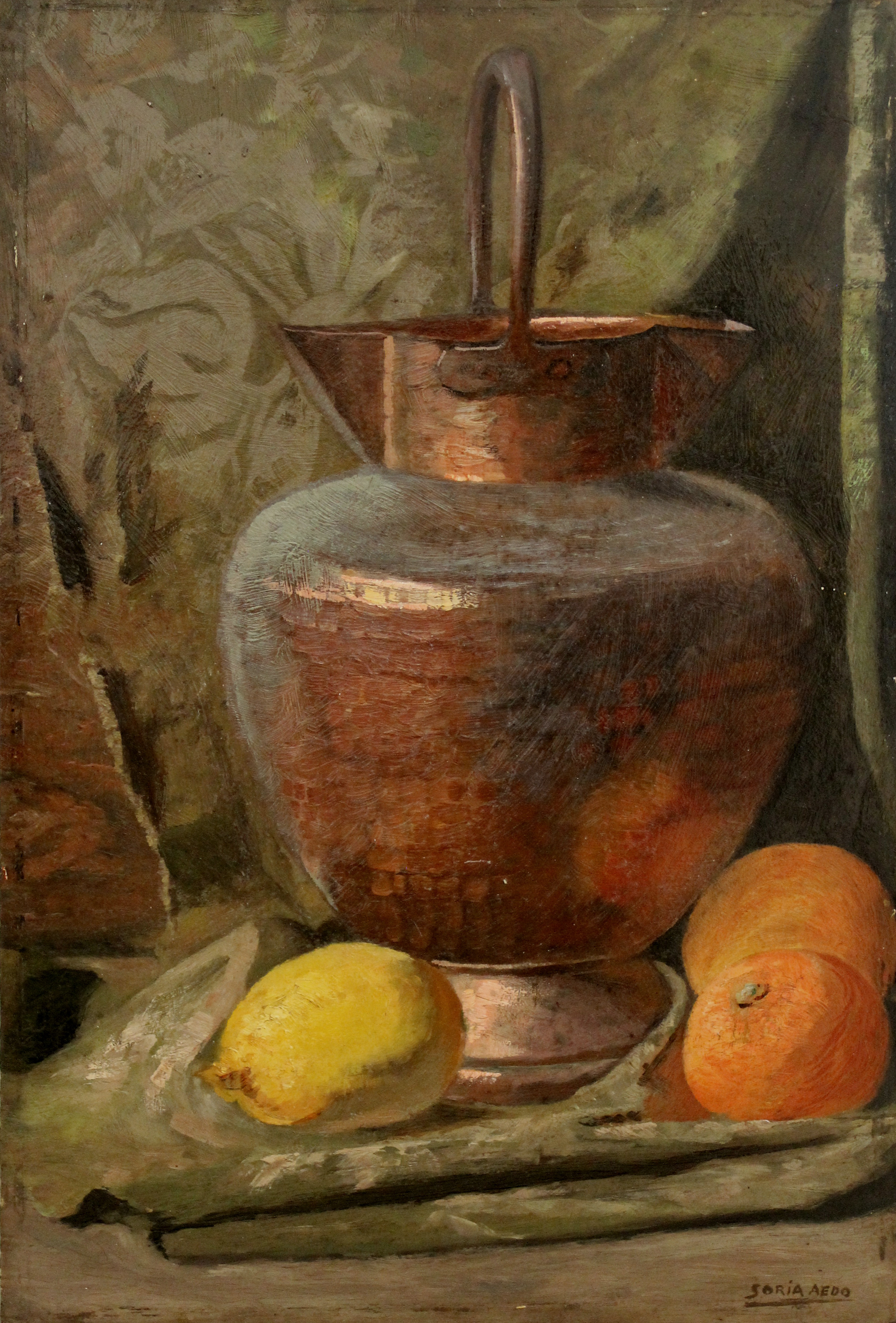
Bodegón con cobre. Francisco Soria Aedo. Colección particular.